# Louis-Philippe de Grandpré
Pour les articles homonymes, voir de Grandpré.
Louis-Philippe de Grandpré, un avocat québécois est né à Montréal le 6 février 1917 et est décédé à Saint-Lambert le 24 janvier 2008.

## Biographie
Il a terminé son cours classique au Collège Sainte-Marie de Montréal en 1935 puis, il a effectué ses études de droit à l'Université McGill. Il a commencé sa carrière d'avocat après avoir été admis au Barreau du Québec, en 1938. Il a pratiqué le droit à Montréal et a fondé le cabinet Tansey, de Grandpré et de Grandpré.
Il a enseigné épisodiquement le droit à l'Université McGill de 1960 à 1963.
Il a été bâtonnier du Barreau de Montréal et bâtonnier du Québec de 1968 à 1969, et président de l'Association du Barreau canadien de 1972 à 1973.
Il a été nommé à la Cour suprême du Canada le 1er janvier 1974. Le juge de Grandpré a siégé à la Cour suprême pendant trois ans avant de démissionner le 1er octobre 1977. Il est retourné à la pratique du droit dans un cabinet d'avocats.

Monsieur de Grandpré critiquait le fonctionnement de la Cour suprême du Canada, selon lui : 

« bien des jugements sont écrits par les 27 recherchistes, certains juges se contentant de changer une virgule ici ou là. Les juges diront: oui, mais nous avons lu et approuvé. C'est effroyable, car la Constitution exige que les jugements soient rendus par des gens nommés après 10 ans ou plus de carrière et après avoir prêté serment. »

Louis-Philippe de Grandpré est mort jeudi 24 janvier 2008 à Saint-Lambert, en Montérégie, quelques jours avant ses 91 ans. Sa sépulture est située dans le Cimetière Notre-Dame-des-Neiges, à Montréal.

## Distinctions
- 1971 -  Compagnon de l'Ordre du Canada[3]
- 1984 - Médaille du Barreau du Québec
- 1998 -  Grand officier de l'Ordre national du Québec[4]